# Drosophila penispina
Drosophila penispina este o specie de muște din genul Drosophila, familia Drosophilidae, descrisă de Gupta și Singh în anul 1979. Conform Catalogue of Life specia Drosophila penispina nu are subspecii cunoscute.